# Singoli al numero uno nella Billboard Hot 100 nel 2019
Di seguito è proposta la lista dei singoli al numero uno nella Billboard Hot 100 nel 2019.

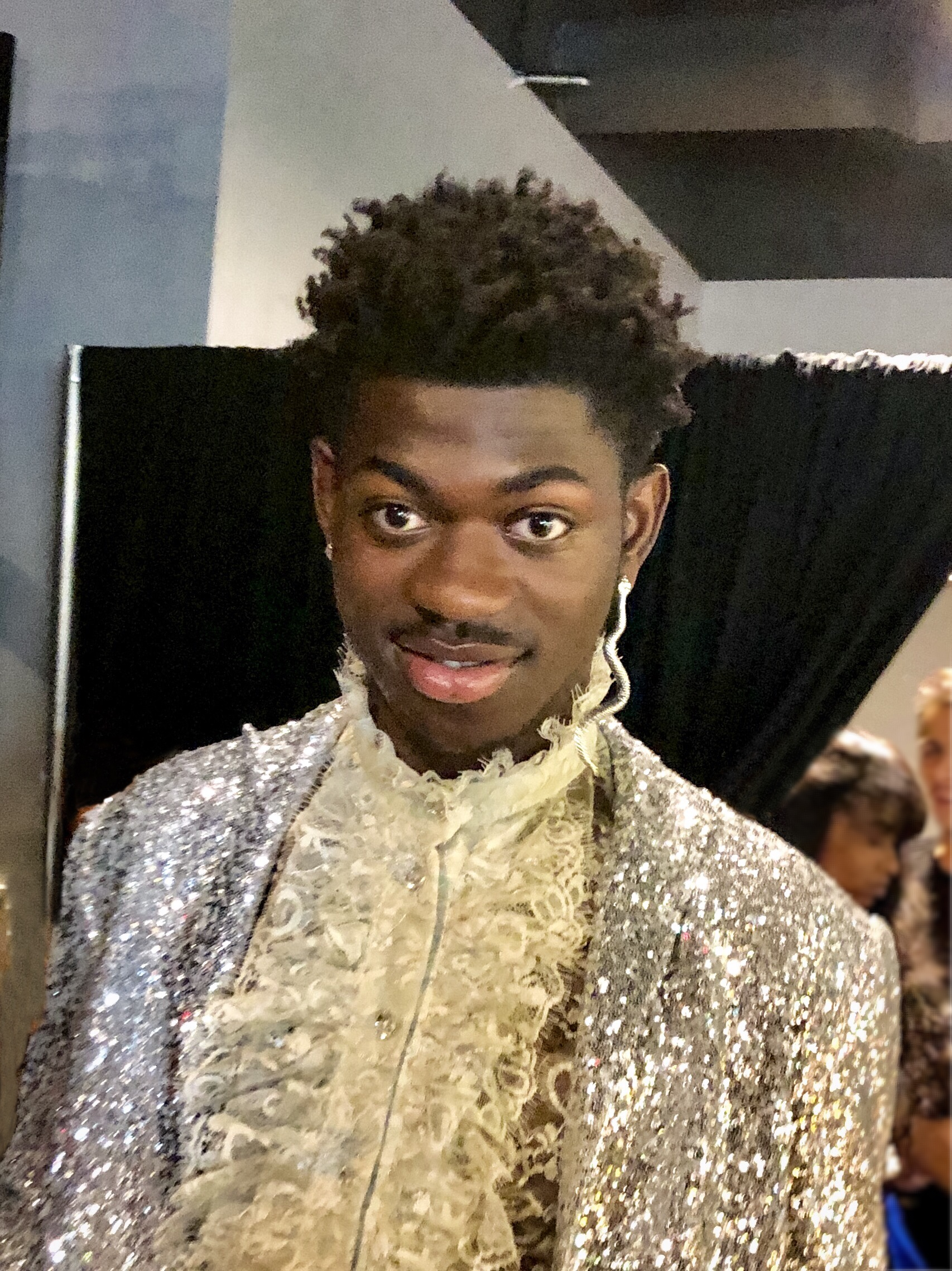
Old Town Road di Lil Nas X in collaborazione Billy Ray Cyrus passa diciannove settimane consecutive in prima posizione nella prima Billboard Hot 100, rompendo il record per la canzone con più settimane alla numero uno.

La Billboard Hot 100 è una classifica musicale che considera le canzoni più di successo negli Stati Uniti. I dati sono redatti dalla compagnia Luminate Data e, in seguito, la classifica finale viene pubblicata settimanalmente dalla rivista Billboard. La classifica si basa sull'insieme delle vendite delle canzoni in forma fisica e digitale, il numero dei passaggi radio e gli streaming audio e video sulle piattaforme online.
Durante il 2019 sono state 15 le canzoni che hanno raggiunto la vetta della classifica, alle quali si aggiunge Thank U, Next di Ariana Grande che aveva iniziato il suo dominio a novembre 2018. Di queste 15 numero uno, quattro sono state delle collaborazioni.

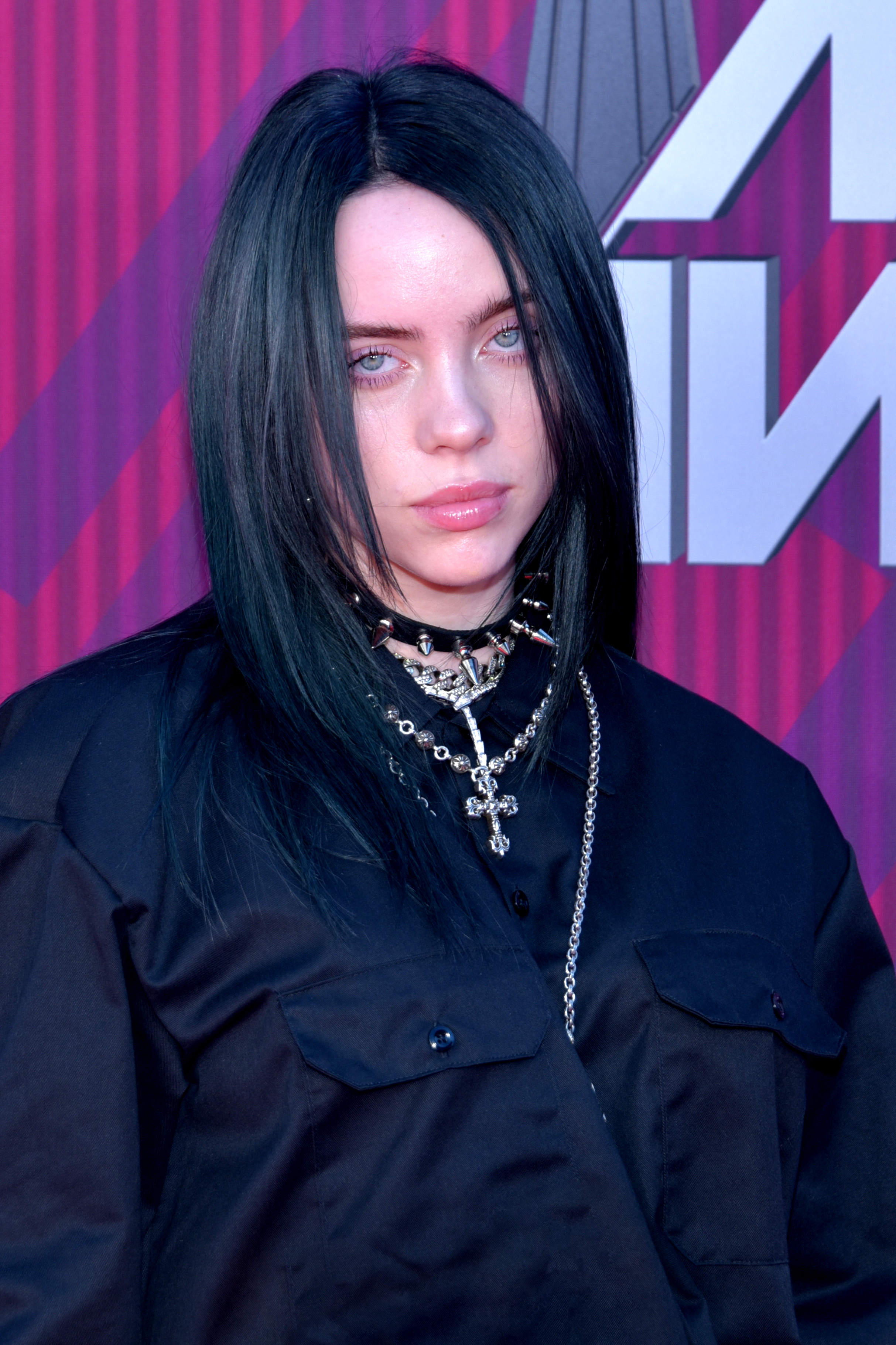
Con Bad Guy, Billie Eilish diventa la prima artista nata nel ventunesimo secolo ad avere una canzone alla #1 e la più giovane da quando Lorde raggiunse la cima nel 2013.

In totale sono stati diciotto gli artisti ad aver occupato la prima posizione della classifica, dei quali dieci  — Swae Lee, Bradley Cooper, i Jonas Brothers, Lil Nas X, Billy Ray Cyrus, Billie Eilish, Shawn Mendes, Lewis Capaldi e Selena Gomez  — hanno ottenuto la loro prima numero uno della carriera.
Old Town Road di Lil Nas X è stato il singolo con il maggior numero di settimane in vetta del 2019, dominando la classifica per ben 19 settimane consecutive (1 accreditata da solista e le restanti 18 accreditate al remix con Billy Ray Cyrus). Facendo così, Lil Nas X ha infranto il record per la canzone più longeva in assoluto in cima alla classifica, record precedentemente detenuto da Mariah Carey con i Boyz II Men con One Sweet Day (1995-96) e da Luis Fonsi e Daddy Yankee con Justin Bieber con il remix di Despacito (2017) con 16 settimane ciascuno. Old Town Road ha anche raggiunto la vetta della classifica di fine anno, la Billboard Year-End Hot 100, in quanto singolo con le migliori prestazioni del 2019.
Tre sono stati i singoli che hanno debuttato direttamente alla prima posizione della Hot 100, ovvero 7 Rings di Ariana Grande, Sucker dei Jonas Brothers e Highest in the Room di Travis Scott.
Post Malone e Ariana Grande sono stati gli unici artisti con più singoli in vetta alla classifica, con due ciascuno.

## Hot 100

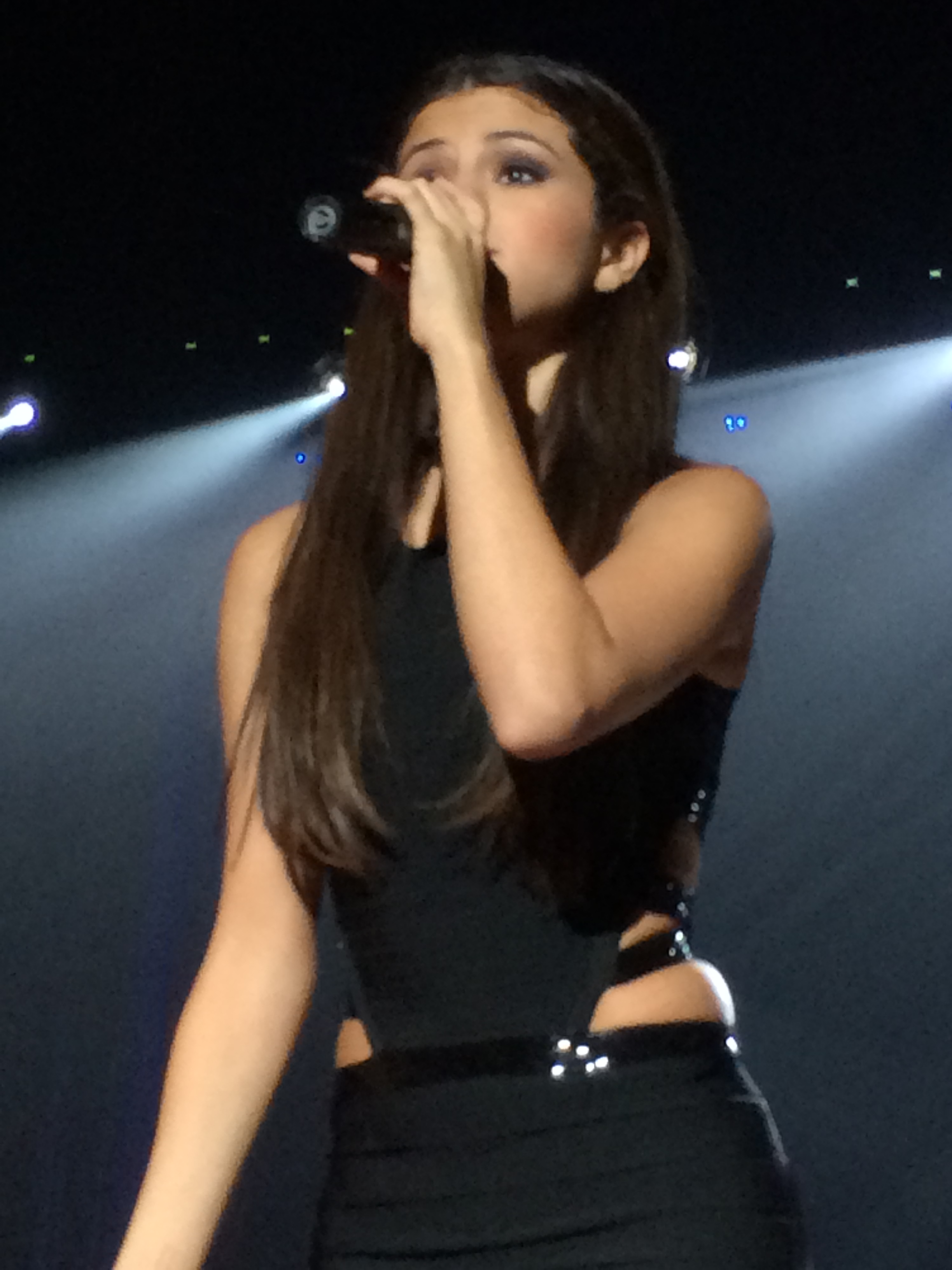
Lose You to Love Me diventa la prima canzone di Selena Gomez a raggiungere la prima posizione, saltando dal numero 15 alla vetta nella sua seconda settimana.

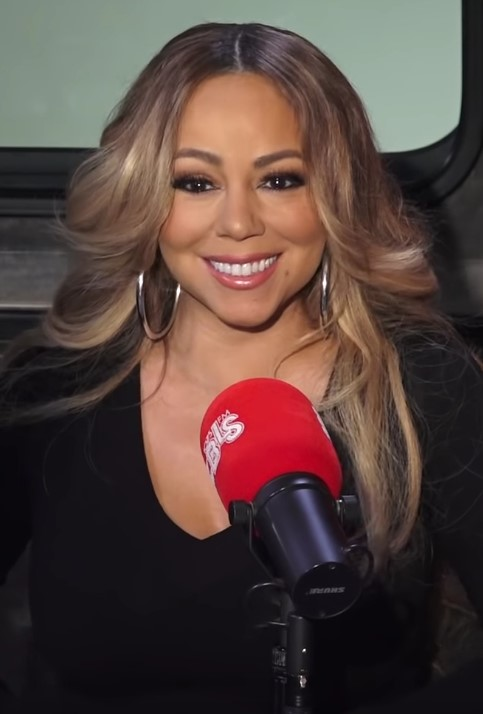
All I Want for Christmas Is You di Marian Carey raggiunge la prima posizione per la prima volta 25 anni dopo il suo debutto nel 1994 e diventa il suo diciannovesimo singolo #1, estendendo il suo record come cantante solista donna con il maggior numero uno nella Hot 100.

| † | Indica la canzone con le migliori prestazioni del 2019 |

| Data         | Brano                           | Artista                         | Totale settimane al numero 1 | Fonti         |
| ------------ | ------------------------------- | ------------------------------- | ---------------------------- | ------------- |
| 5 gennaio    | Thank U, Next                   | Ariana Grande                   | 7                            | [ 2 ]         |
| 12 gennaio   | Without Me                      | Halsey                          | 2                            | [ 3 ]         |
| 19 gennaio   | Sunflower                       | Post Malone ft. Swae Lee        | 1                            | [ 4 ]         |
| 26 gennaio   | Without Me                      | Halsey                          | 2                            | [ 5 ]         |
| 2 febbraio   | 7 Rings                         | Ariana Grande                   | 8                            | [ 6 ]         |
| 9 febbraio   | 7 Rings                         | Ariana Grande                   | 8                            | [ 7 ]         |
| 16 febbraio  | 7 Rings                         | Ariana Grande                   | 8                            | [ 8 ]         |
| 23 febbraio  | 7 Rings                         | Ariana Grande                   | 8                            | [ 9 ]         |
| 2 marzo      | 7 Rings                         | Ariana Grande                   | 8                            | [ 10 ]        |
| 9 marzo      | Shallow                         | Lady Gaga & Bradley Cooper      | 1                            | [ 11 ]        |
| 16 marzo     | Sucker                          | Jonas Brothers                  | 1                            | [ 12 ]        |
| 23 marzo     | 7 Rings                         | Ariana Grande                   | 8                            | [ 13 ]        |
| 30 marzo     | 7 Rings                         | Ariana Grande                   | 8                            | [ 14 ]        |
| 6 aprile     | 7 Rings                         | Ariana Grande                   | 8                            | [ 15 ]        |
| 13 aprile    | Old Town Road †                 | Lil Nas X                       | 19                           | [ 16 ]        |
| 20 aprile    | Old Town Road †                 | Lil Nas X feat. Billy Ray Cyrus | 19                           | [ 18 ]        |
| 27 aprile    | Old Town Road †                 | Lil Nas X feat. Billy Ray Cyrus | 19                           | [ 19 ]        |
| 4 maggio     | Old Town Road †                 | Lil Nas X feat. Billy Ray Cyrus | 19                           | [ 20 ]        |
| 11 maggio    | Old Town Road †                 | Lil Nas X feat. Billy Ray Cyrus | 19                           | [ 21 ]        |
| 18 maggio    | Old Town Road †                 | Lil Nas X feat. Billy Ray Cyrus | 19                           | [ 22 ]        |
| 25 maggio    | Old Town Road †                 | Lil Nas X feat. Billy Ray Cyrus | 19                           | [ 23 ]        |
| 1 giugno     | Old Town Road †                 | Lil Nas X feat. Billy Ray Cyrus | 19                           | [ 24 ]        |
| 8 giugno     | Old Town Road †                 | Lil Nas X feat. Billy Ray Cyrus | 19                           | [ 25 ]        |
| 15 giugno    | Old Town Road †                 | Lil Nas X feat. Billy Ray Cyrus | 19                           | [ 26 ]        |
| 22 giugno    | Old Town Road †                 | Lil Nas X feat. Billy Ray Cyrus | 19                           | [ 27 ]        |
| 29 giugno    | Old Town Road †                 | Lil Nas X feat. Billy Ray Cyrus | 19                           | [ 28 ]        |
| 6 luglio     | Old Town Road †                 | Lil Nas X feat. Billy Ray Cyrus | 19                           | [ 29 ]        |
| 13 luglio    | Old Town Road †                 | Lil Nas X feat. Billy Ray Cyrus | 19                           | [ 30 ]        |
| 20 luglio    | Old Town Road †                 | Lil Nas X feat. Billy Ray Cyrus | 19                           | [ 31 ]        |
| 27 luglio    | Old Town Road †                 | Lil Nas X feat. Billy Ray Cyrus | 19                           | [ 32 ]        |
| 3 agosto     | Old Town Road †                 | Lil Nas X feat. Billy Ray Cyrus | 19                           | [ 33 ]        |
| 10 agosto    | Old Town Road †                 | Lil Nas X feat. Billy Ray Cyrus | 19                           | [ 34 ]        |
| 17 agosto    | Old Town Road †                 | Lil Nas X feat. Billy Ray Cyrus | 19                           | [ 35 ]        |
| 24 agosto    | Bad Guy                         | Billie Eilish                   | 1                            | [ 36 ]        |
| 31 agosto    | Señorita                        | Shawn Mendes & Camila Cabello   | 1                            | [ 37 ]        |
| 7 settembre  | Truth Hurts                     | Lizzo                           | 7                            | [ 38 ]        |
| 14 settembre | Truth Hurts                     | Lizzo                           | 7                            | [ 39 ]        |
| 21 settembre | Truth Hurts                     | Lizzo                           | 7                            | [ 40 ]        |
| 28 settembre | Truth Hurts                     | Lizzo                           | 7                            | [ 41 ]        |
| 5 ottobre    | Truth Hurts                     | Lizzo                           | 7                            | [ 42 ]        |
| 12 ottobre   | Truth Hurts                     | Lizzo                           | 7                            | [ 43 ]        |
| 19 ottobre   | Highest in the Room             | Travis Scott                    | 1                            | [ 44 ]        |
| 26 ottobre   | Truth Hurts                     | Lizzo                           | 7                            | [ 45 ]        |
| 2 novembre   | Someone You Loved               | Lewis Capaldi                   | 3                            | [ 46 ]        |
| 9 novembre   | Lose You to Love Me             | Selena Gomez                    | 1                            | [ 47 ]        |
| 16 novembre  | Someone You Loved               | Lewis Capaldi                   | 3                            | [ 48 ]        |
| 23 novembre  | Someone You Loved               | Lewis Capaldi                   | 3                            | [ 49 ]        |
| 30 novembre  | Circles                         | Post Malone                     | 3                            | [ 50 ]        |
| 7 dicembre   | Circles                         | Post Malone                     | 3                            | [ 51 ]        |
| 14 dicembre  | Heartless                       | The Weeknd                      | 1                            | [ 52 ]        |
| 21 Dicembre  | All I Want for Christmas Is You | Mariah Carey                    | 18                           | [ 53 ] [ 54 ] |
| 28 dicembre  | All I Want for Christmas Is You | Mariah Carey                    | 18                           | [ 55 ]        |

Note:
1. ↑  Il brano ha raggiunto il numero uno anche nel 2018.
2. ↑  Ha raggiunto il numero uno anche nel 2020.
3. ↑  Ha raggiunto il numero uno anche nel 2020, nel 2021, nel 2022, nel 2023, nel 2024 e 2025.

## Top 10 Year-End 2019
Alla fine di ogni anno, Billboard pubblica una lista delle 100 canzoni che hanno avuto più successo nella Hot 100 durante l'anno di riferimento. Il periodo di riferimento non equivale a tutte le 52 settimane dell'anno ma, per il 2019, sono stati presi in considerazione i dati del periodo compreso tra il 24 novembre 2018 e il 16 novembre 2019. La classifica di fine anno Year-End 2019 è stata pubblicata il 5 dicembre 2019. Di seguito sono proposte le prime 10 posizioni della classifica di fine anno.
| #  | Brano         | Artista/i                       | Posizione massima | Fonti  |
| -- | ------------- | ------------------------------- | ----------------- | ------ |
| 1  | Old Town Road | Lil Nas X feat. Billy Ray Cyrus | 1                 | [ 56 ] |
| 2  | Sunflower     | Post Malone & Swae Lee          | 1                 | [ 56 ] |
| 3  | Without Me    | Halsey                          | 1                 | [ 56 ] |
| 4  | Bad Guy       | Billie Eilish                   | 1                 | [ 56 ] |
| 5  | Wow           | Post Malone                     | 2                 | [ 56 ] |
| 6  | Happier       | Marshmello & Bastille           | 2                 | [ 56 ] |
| 7  | 7 Rings       | Ariana Grande                   | 1                 | [ 56 ] |
| 8  | Talk          | Khalid                          | 3                 | [ 56 ] |
| 9  | Sicko Mode    | Travis Scott                    | 1                 | [ 56 ] |
| 10 | Sucker        | Jonas Brothers                  | 1                 | [ 56 ] |